# Giovanni Battista Moroni

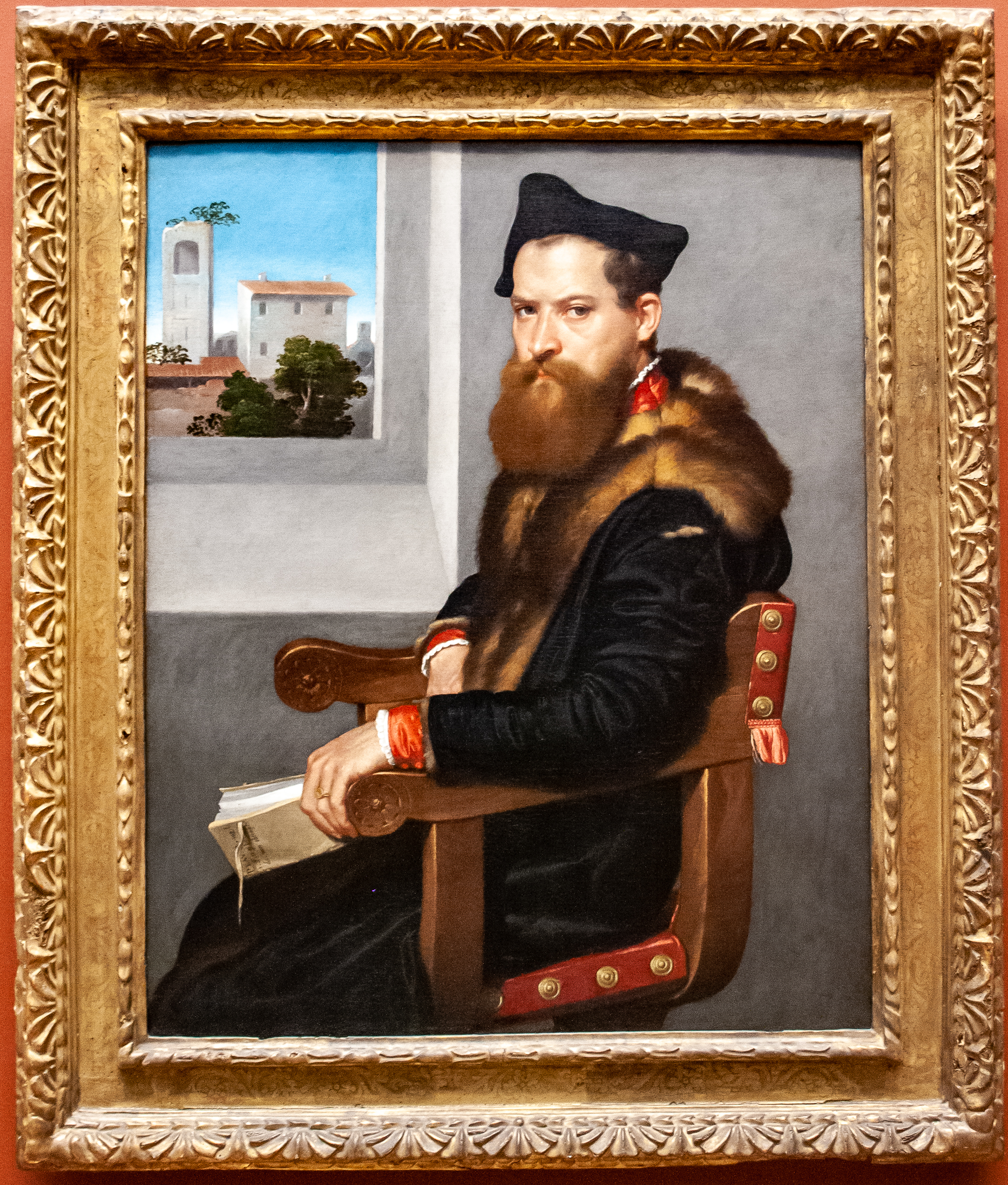
Bartolommeo Bonghi jogász portréja a New York-i Metropolitanben

Giovanni Battista Moroni (Morone) (Albino, 1520-as évek – Bergamo, 1578. február 5.) olasz festő, a velencei reneszánsz és a korai manierizmus korának mestere.

## Életpályája
Születési időpontja bizonytalan, általában 1520 és 1525 közé teszik. Édesapja Andrea Moroni építész.
Moretta di Brescia tanítványa volt, élete során leginkább Bergamóban működött. Lorenzo Lotto és Tiziano hatásait ötvözte egyéni hangú, ezüstös képein.
1548-ban és 1451-ben Trento városában kapott nagyobb megbízatásokat. Ez alatt az idő alatt ismerkedett meg Tizianóval és a Madruzzo-családdal. Egyes korabeli állítások szerint az elfoglalt Tiziano helyett festett portrékat. Vallásos tárgyú képein mesterének kompozícióit fejlesztette tovább, ezeknél sokkal jelentősebbek arcképei, melyek a cinquecento legszebb darabjai. Alakjait mély emberismerettel ábrázolta, gyakran foglalkozásuk egy-egy munkaeszközét is a képre helyezte. Fő műve a londoni National Gallery tulajdona: Szabó portréja (Il Sarto, a Fenaroli-család egyik tagja). A festmény kivételes ábrázolásnak számított a 16. század közepén, egy munka közben pillanatra megpihenő ember néz ránk.
Művei közül négy (Mária gyermekével és Keresztelő Jánossal, Szent Dorottya, Alexandriai Szent Katalin; Jacopo Foscarini portréja) a Szépművészeti Múzeumban van.

## Jelentősebb művei

### Vallásos tárgyú képek
- Madonna gyermekkel és szenttel (Milano, Brera)
- Mária mennybemenetele (Milánó, Brera)
- Sírbatétel, 1565;
- Mária megkoronázása, 1576 (Bergamo)
- A Santa Maria Maggiore templomban látható Doktorok oltára

### Portrék
- Tudós könyvvel, Giovanni Pentera költő, Férfi karddal (Firenze, Uffizi)
- Női és férfiportré (Firenze, Pitti)